# Ngata

Tongas flagga

Ngata var den förste monarken i Tu'i Kanokupolu-dynastin under det tonganska imperiet.

## Biografi
Endast lite är känd om Ngatas liv.
Ngataa var tredje sonen till Mounga o Tonga (6:e kungen i Tu'i Ha'a Takala'ua-dynastin) och dennes hustru Tohu'ia.
Ngata utsågs senare till guvernör över Kanokupoluområdet på Tongatapu. Inre stridigheter ledde till att hans far utnämnde honom till Tu'i Kanokupolu i syfte att minska stridigheterna där Ngata skulle bistå både Tu'i Tonga och Tu'i Ha'a Takala'ua men med högre status.
Kring år 1610 tog så Ngata titeln och samregerade med övriga dynastier. Ngatas styre växte i betydelse och styrka delvis beroende på Ngatas beskyddare och rådgivare, hans bröder Niukapu och Nuku. Trion kallades "ʻUlutolu" (Tre huvuden). Senare skulle denna dynasti bli den mest betydande härskardynastin i Tonga.